# Pierre François Marie Auguste Dejean

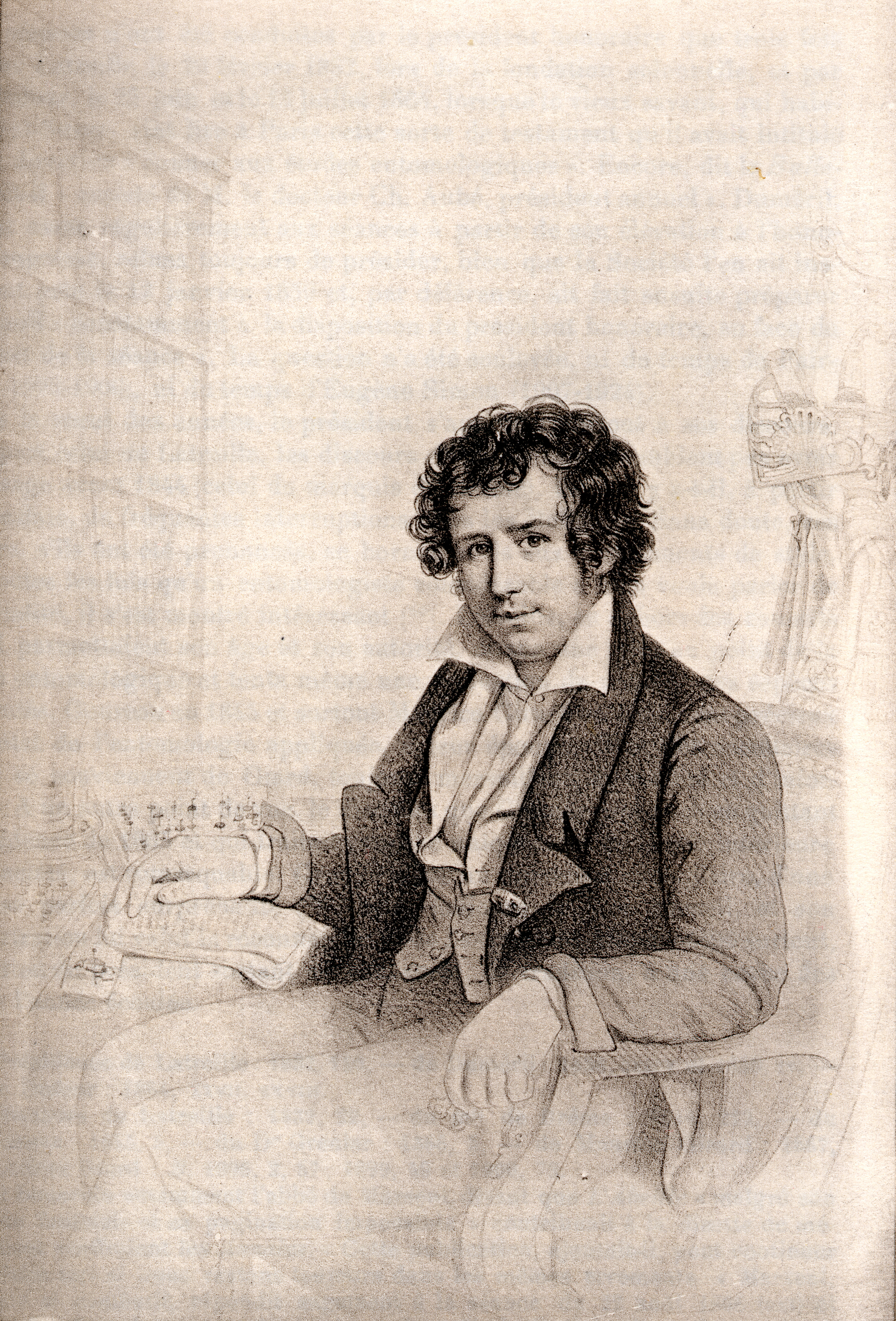
Comte Dejean

Graf Pierre François Marie Auguste Dejean (* 10. August 1780 in Amiens; † 18. März 1845 in Paris) war ein französischer Lieutenant-général und Entomologe.  Sein Vater war der General Jean-François-Aimé Dejean.

## Biografie
Pierre François studierte zunächst Medizin, trat dann aber noch jung in den Militärdienst ein und begleitete seinen Vater 1795 während der Revolutionskriege der Französischen Revolution zur Nordarmee. Später zeichnete er sich in Spanien und während des russischen Feldzugs 1812 aus und wurde 1813 Général de division. Bei Waterloo war Dejean Adjutant Napoleons I., nachdem er kurze Zeit vorher als kaiserlicher Regierungskommissar an der Nordgrenze tätig gewesen war. Als solcher erstattete er politische Berichte an den Kaiser, die in dem Portefeuille de Bonaparte saisi à Waterloo abgedruckt wurden und ihm nach der zweiten Restauration die zweite Verbannung zuzogen. 1818 durfte er wieder nach Frankreich zurückkehren, nach dem Tod seines Vaters wurde er 1824 Mitglied der Pairskammer.
Seit seiner Jugend war Dejean der Entomologie zugeneigt, insbesondere den Studien der Käfer. Er stellte eine außerordentliche Sammlung zusammen, die seinerzeit die größte Europas war mit 20.000 Arten. Die Sammlung enthielt auch während der Napoleonischen Feldzüge, zum Beispiel bei Waterloo gesammelte Käfer. Da er viel tauschte hatte er in seiner Sammlung Käfer aus der ganzen Welt. Insbesondere spezialisierte er sich auf Laufkäfer (Carabidae). Er beschrieb viele nordamerikanische Arten, die Johann Friedrich Eschscholtz gesammelt hatte. Nützlich machte er sich insbesondere durch einen systematischen Katalog und ein System der Käfer, dem Spécies général des coléoptères (mit Charles Nicolas Aubé  (1802–1869), 6 Bände, Paris 1825).
Pierre François Marie Auguste Dejean starb am 18. März 1845.
Seine Sammlung ist heute auf verschiedene Museen verstreut (wie Turin, London, Barcelona).

## Auszeichnungen
- 1844: Großkreuz der Ehrenlegion